# Carex congdonii
Carex congdonii är en halvgräsart som beskrevs av Liberty Hyde Bailey. Carex congdonii ingår i släktet starrar, och familjen halvgräs.
Artens utbredningsområde är Kalifornien. Inga underarter finns listade i Catalogue of Life.

## Bildgalleri

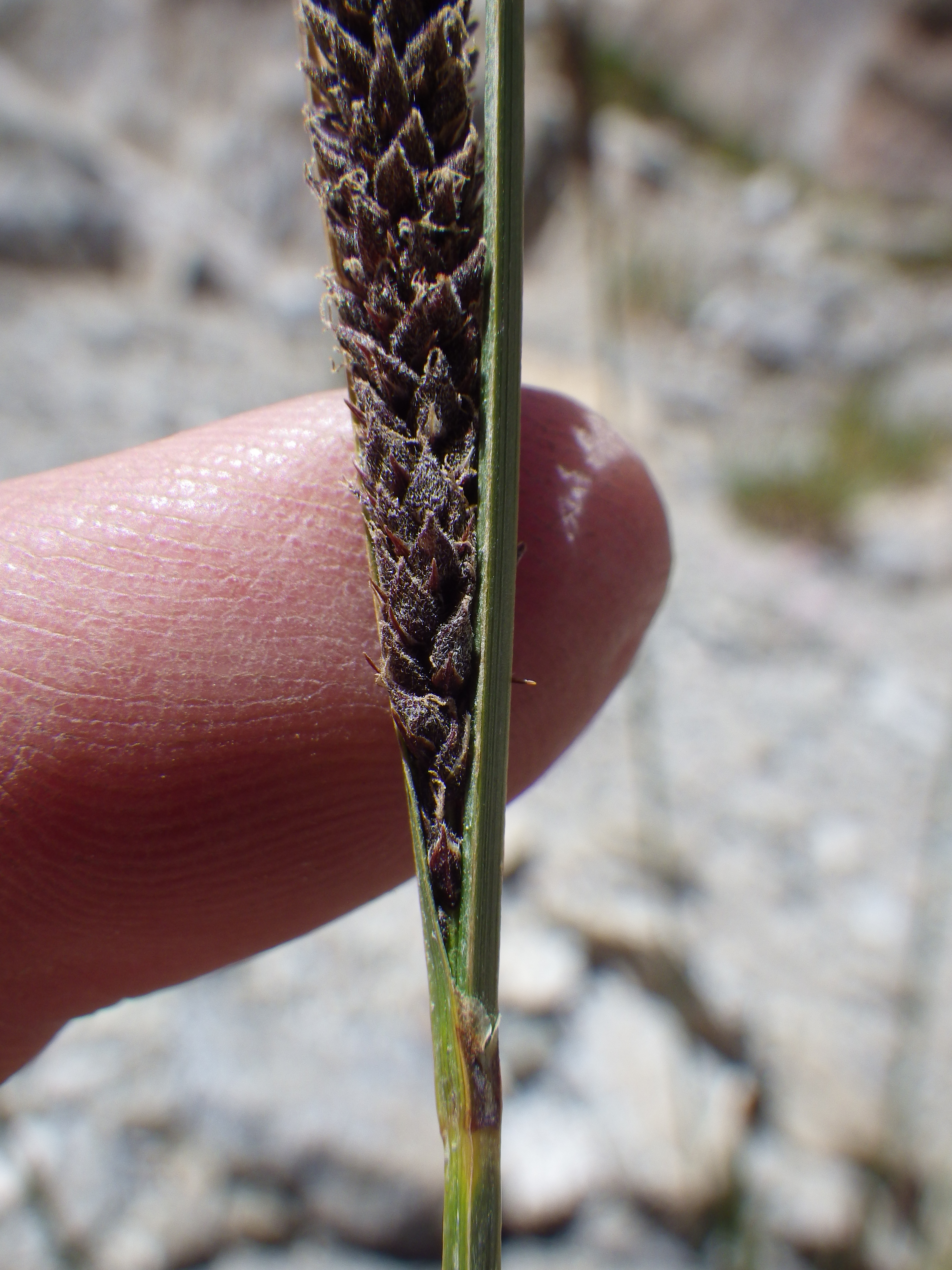
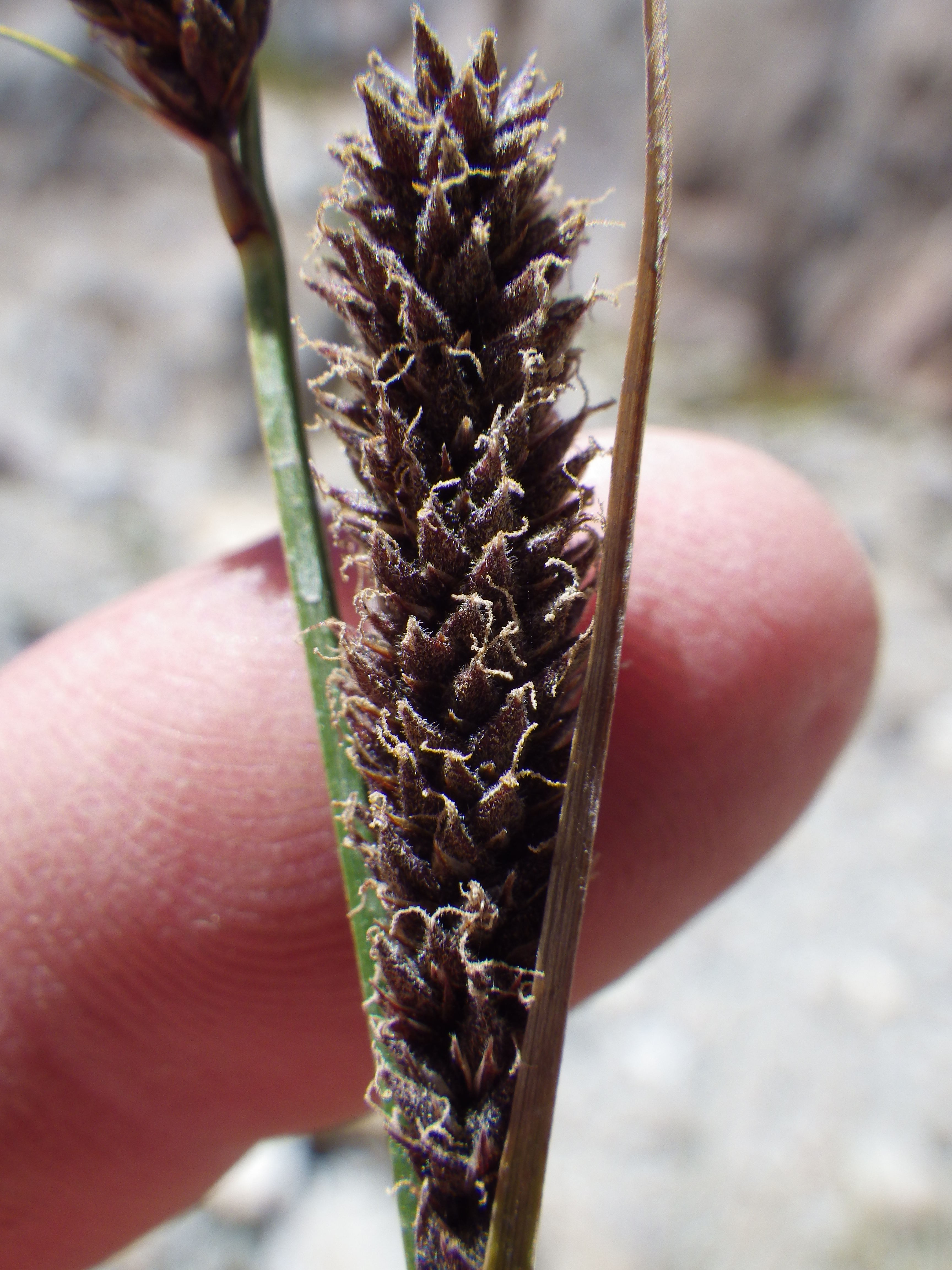
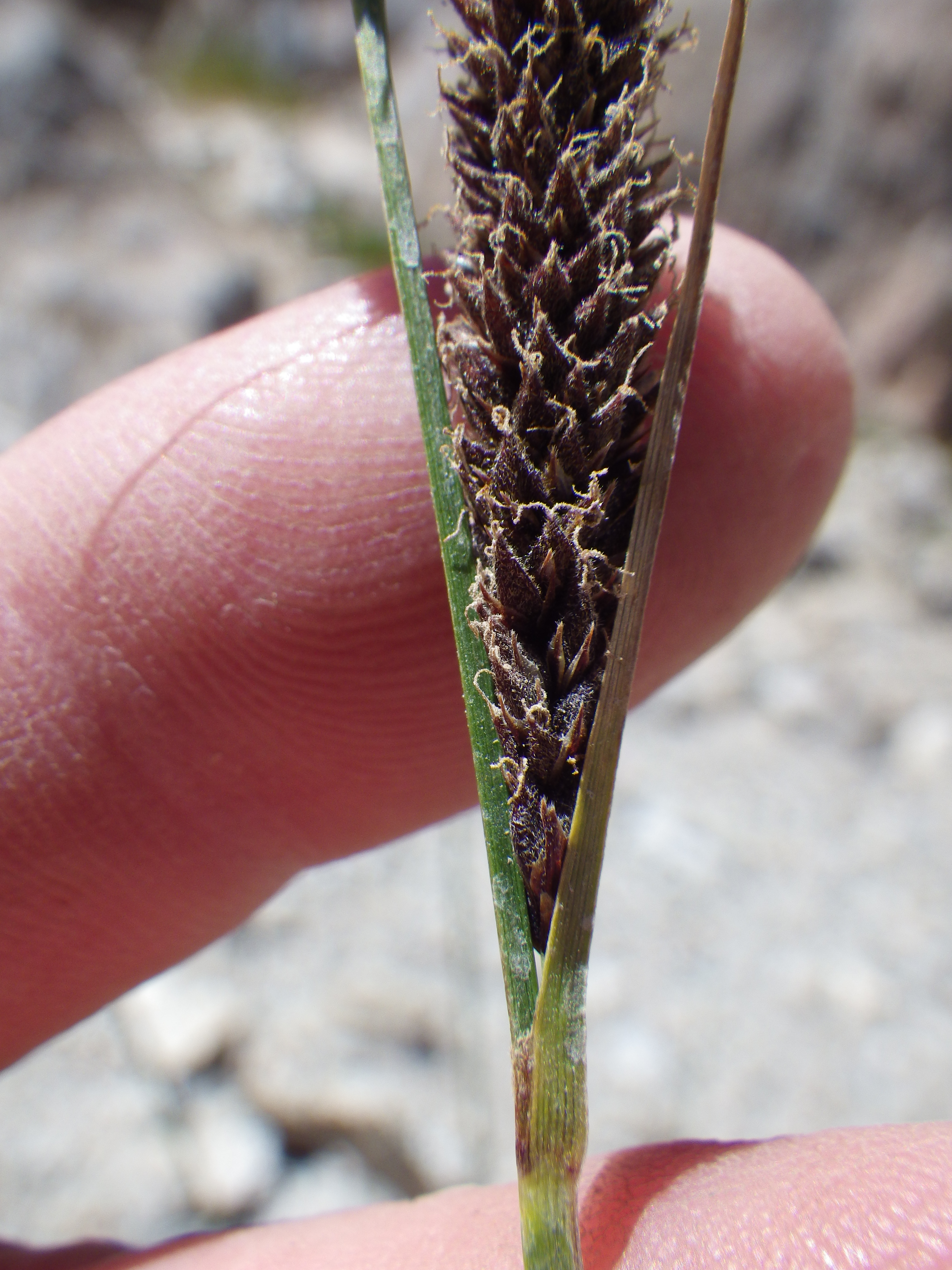
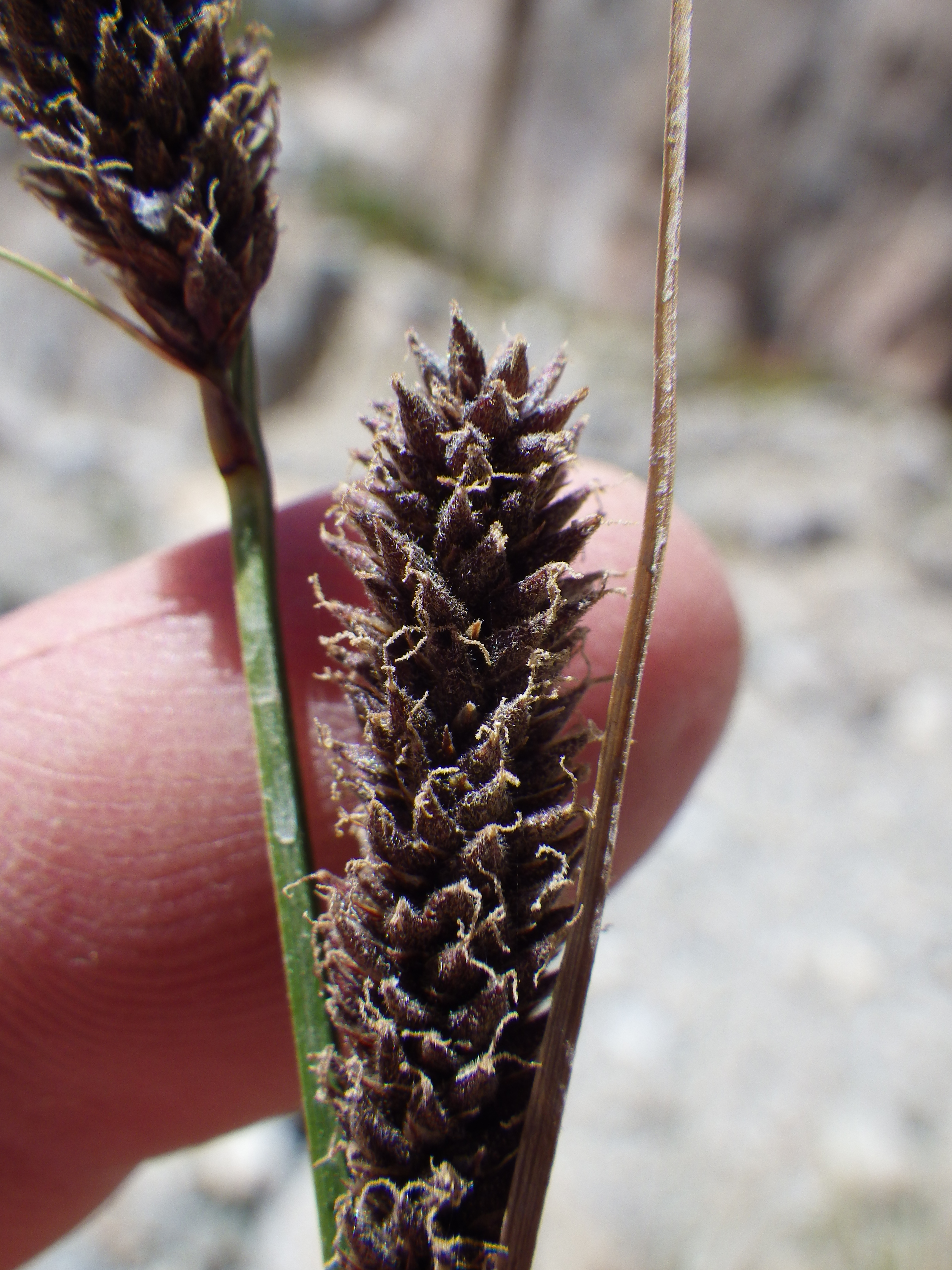